# Gornja Stražava
Gornja Stražava (izvirno srbsko Горња Стражава) je naselje v Srbiji, ki upravno spada pod Občino Prokuplje; slednja pa je del Topliškega upravnega okraja.

## Demografija
V naselju živi 604 polnoletnih prebivalcev, pri čemer je njihova povprečna starost 39,2 let (38,2 pri moških in 40,3 pri ženskah). Naselje ima 200 gospodinjstev, pri čemer je povprečno število članov na gospodinjstvo 3,84.
To naselje je, glede na rezultate popisa iz leta 2002, večinoma srbsko.
|  |

| Demografija | Demografija     | Demografija     |
| Leto        | Št. prebivalcev | Št. prebivalcev |
| ----------- | --------------- | --------------- |
|             |                 |                 |
|             |                 |                 |
|             |                 |                 |
|             |                 |                 |
| 1948        | 905             |                 |
| 1953        | 977             |                 |
| 1961        | 996             |                 |
| 1971        | 985             |                 |
| 1981        | 1009            |                 |
| 1991        | 969             | 918             |
| 2002        | 807             | 768             |
|             |                 |                 |

| Etnična sestava po popisu iz leta 2002 | Etnična sestava po popisu iz leta 2002 | Etnična sestava po popisu iz leta 2002 | Etnična sestava po popisu iz leta 2002 | Etnična sestava po popisu iz leta 2002 |
| -------------------------------------- | -------------------------------------- | -------------------------------------- | -------------------------------------- | -------------------------------------- |
| Srbi                                   | Srbi                                   |                                        | 767                                    | 99,86%                                 |
| Neznano                                | Neznano                                |                                        | 1                                      | 0,13%                                  |